# Толстогузов, Павел Яковлевич

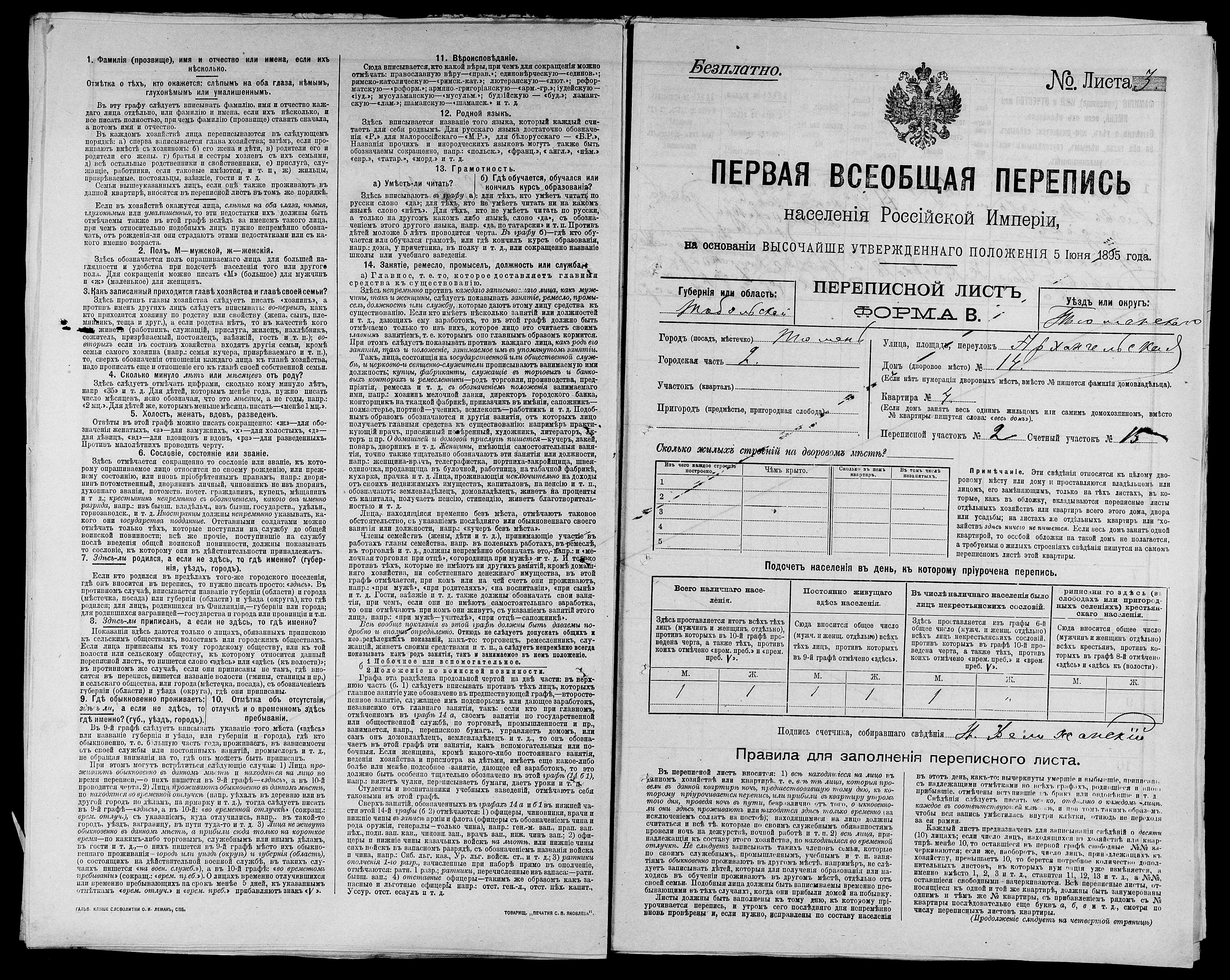
Перепись населения Российской империи (1897), лист с описанием квартиры в г. Тюмен, в котором жил П.Я. Толстогузов.

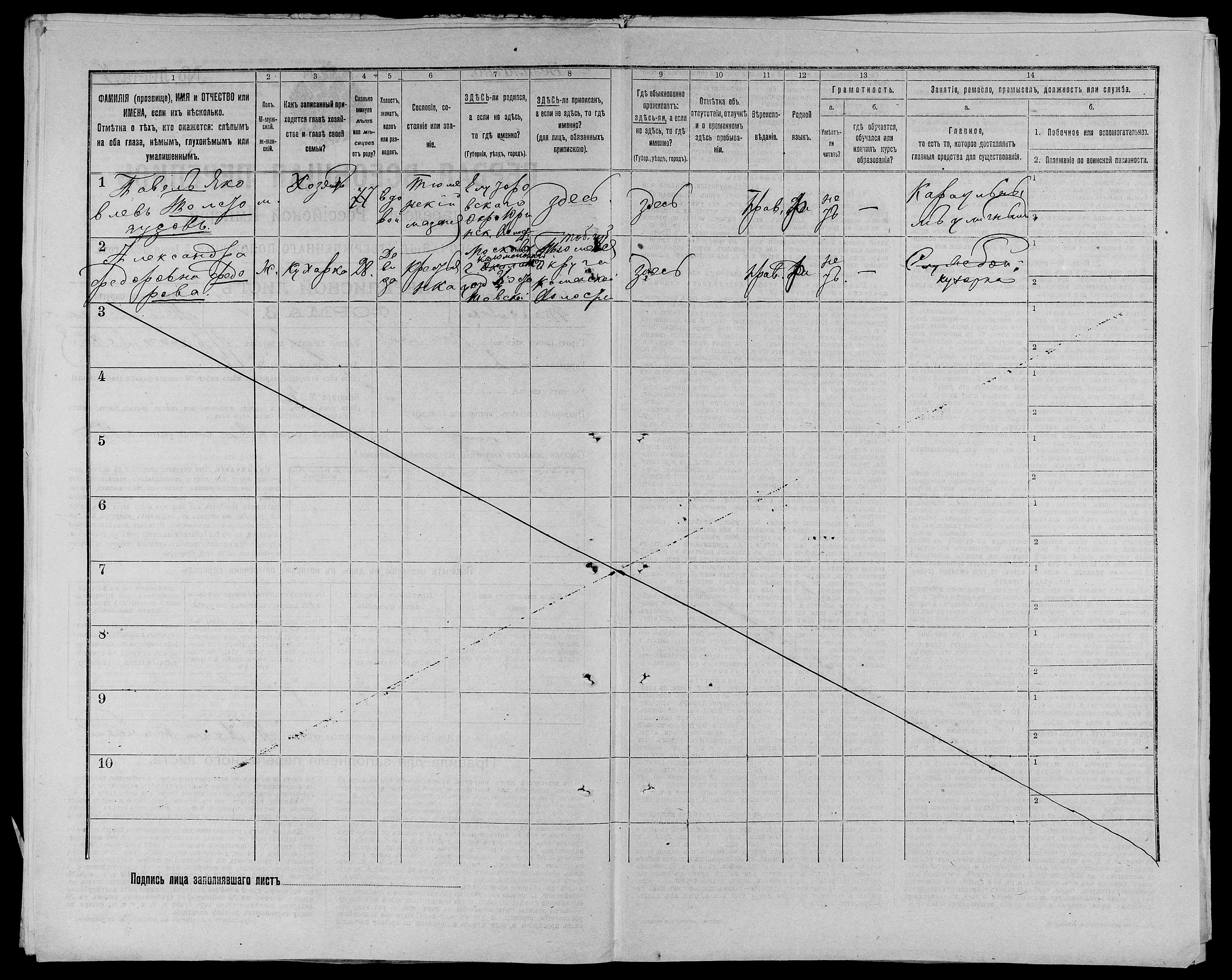
Перепись населения Российской империи (1897), лист с описанием П.Я. Толстогузова.

Павел Яковлевич Толстогузов (5 (17) ноября 1817, Юргинское, ныне Тюменская область — 2 (15) августа 1912, Ялуторовск, ныне Тюменская область) — человек, долгое время упоминавшийся как «последний участник Бородинского сражения 26 августа (7 сентября) 1812 года».

## Биография
5 (17) ноября 1817 года у девки Матрёны, дочери пономаря Николая Попова, родился сын Павел. Семья Попова жила в селе Юргинском Юргинской волости Ялуторовского уезда Тобольской губернии Сибирского генерал-губернаторства. Ныне село Юргинское — административный центр Юргинского сельского поселения Юргинского района Тюменской области.
8 (20) мая 1821 года Юргинского села ямщик Яков Харитонов Толстогузов обвенчался первым браком с девицей Матрёной, дочерью того же села пономаря Николая Попова. Павел Попов стал Толстогузовым.
19 (31) января 1840 года Павел Толстогузов обвенчался первым браком с девицей Параскевой Симеоновой, дочерью того же села крестьянина Симеона Иванова Крестьянинова.
По данным Первой всеобщей переписи населения Российской империи 1897 года, он жил в Тюмени, на Архангельской улице, 14, в квартире 4 (ныне улица Урицкого). Принадлежал уже к мещанскому сословию, был вдов, неграмотен и служил караульным уличным. Держал кухарку — девицу Александру Фёдоровну Фёдорову.
К 1912 году города Тюмени мещанин Павел Иаковлев Толстогузов переехал в Ялуторовск, где умер 2 (15) августа 1912 года. Отпет в церкви Вознесения, погребён 4 (17) августа 1912 года.

## Участник Бородинского сражения
В 1912 году получила распространение версия, будто бы Павел Толстогузов был гренадером Тобольского пехотного полка и участвовал в Отечественной войне 1812 года.
В 1912 году проводилось торжественное общественно-государственное празднование столетия победы России в Отечественной войне 1812 года. Начались поиски участников войны. К августу 1912 года было выявлено 25 здравствующих очевидцев нашествия Наполеона на Россию, в том числе 14 участников боевых действий.
Тобольскому губернатору А. А. Станкевичу докладывали, что ветеранов и бывших в сознательном возрасте современников — очевидцев отечественной войны 1812 года не оказалось. 9 (22) июля 1912 года в Ялуторовск пришла телеграмма от губернатора: «Не помнит ли Павел Толстогузов Отечественной войны? Сообщите все, что узнаете». В ответ отправлена телеграмма: «Павел Толстогузов находится в бессознательном состоянии. За исправника Кремер».
10 (23) июля 1912 года губернатор телеграфировал в Департамент общих дел Министерства внутренних дел: «Современник отечественной войны нашелся, один 117-летний старец, по состоянию сил ехать не может». В Ялуторовск был направлен фотограф А. Левин, сделавший фотографию П. Толстогузова вместе с 80-летней женой.
18 (31) августа 1912 года Кремер доложил, что «Павел Яковлев Толстогузов умер 31 июля». Вице-губернатор Н. И. Гаврилов телеграммой известил об этом МВД.
Лишь в 2017 году краевед Анатолий Звездин и доктор исторических наук Александр Ярков, на основании обнаруженных в архивах Тюменской области материалов, опровергли участие Толстогузова в Отечественной войне 1812 года, по причине того, что он родился 5 (17) ноября 1817 года.